# Jean-Denis Robert
Pour les articles homonymes, voir Robert.
Jean-Denis Robert est un réalisateur, acteur et scénariste français, né le 3 mars 1948 à Paris.

## Biographie
Jean-Denis Robert est le fils du cinéaste Yves Robert.

## Filmographie

### Réalisateur
- Le Tigre du jardin des plantes (1982) (court-métrage)
- Sortez des rangs (1995)
- Maternité (1998) (série télé)
- Les Marmottes (1998) codirigé par Daniel Vigne (téléfilm)
- Le Deuxième fils (1998) (épisode de la série télé Les Cordier, juge et flic)
- Menace sur la ville (2001) (épisode de la série télé Les Cordier, juge et flic)
- Tout pour être heureux (2003) (téléfilm)

### Assistant-réalisateur
- 1980 : La Fille prodigue de Jacques Doillon
- 1984 : Le Jumeau d'Yves Robert

### Acteur
- 1962 : La Guerre des boutons d'Yves Robert : le gamin de Longeverne qui transporte La Crique à vélo
- 1974 : Vincent, François, Paul et les autres de Claude Sautet
- 1975 : Section spéciale de Costa-Gavras
- 1976 : Mado de Claude Sautet
- 1978 : Le temps d'une république : un soir d'hiver, place de la Concorde de Roger Pigaut (télévision)
- 1979 : La femme qui pleure de Jacques Doillon
- 1979 : Courage fuyons d'Yves Robert

### Décorateur
- 1979 : La Drôlesse de Jacques Doillon